# 14346 Zhilyaev
14346 Zhilyaev este un asteroid din centura principală de asteroizi.

## Descriere
14346 Zhilyaev este un asteroid din centura principală de asteroizi. A fost descoperit pe 23 august 1985 la Observatorul de Astrofizică din Crimeea de Nikolai Cernîh. Asteroidul prezintă o orbită caracterizată de o semiaxă mare de 3,17 ua, o excentricitate de 0,15 și o înclinație de 1,7° în raport cu ecliptica.